# Frank Løke
Frank Løke (født 6. februar 1980 i Sandefjord, Norge) er en norsk håndboldspiller, der spiller for den schweiziske ligaklub Amicitia Zürich. Han har tidligere spillet en enkelt sæson for den danske Håndboldliga-klub FCK Håndbold.

## Landshold
Løke har i en årrække været en fast del af det norske landshold, som han fik debut for i 2001. Siden da har han spillet 125 kampe og scoret over 400 mål i landsholdstrøjen. Han deltog blandt andet på hjemmebane i Norge ved EM i 2008, hvor han var med til at besejre Danmark i de to holds første kamp. Han blev senere valgt til turneringens All-Star hold, som bedste stregspiller.

## Eksterne links
- Spillerinfo Arkiveret 24. februar 2008 hos  Wayback Machine